# Минали-Белла, Жан-Поль
Жан-Поль Минали-Белла (фр. Jean-Paul Minali-Bella; род. 1972) — французский альтист.
Сын француженки и камерунца. Окончил Парижскую консерваторию (1992) у Сержа Колло, учился также у Жана Мульера (камерный ансамбль), занимался в мастер-классе Вальтера Трамплера, открывшего ему виоль д'амур. В 1993—1995 гг. солист Национального оркестра Франции. В 1995—1999 гг. альтист Квартета Арпеджионе. С 1999 г. ведёт класс камерного ансамбля в Консерватории Бордо.
В 1996 году парижский музыкальный мастер Бернар Сабатье создал для Минали-Белла уникальный инструмент — арпеджину: увеличенный альт с видоизменённым корпусом и добавленной пятой струной в ми-бемоле. С этим инструментом Минали-Белла концертирует, исполняя как альтовый, так и виолончельный репертуар (в частности, им записаны три сюиты для виолончели соло Иоганна Себастьяна Баха), а также знаменитую сонату Шуберта для арпеджионе, которой новый инструмент обязан названием. Особенно часто Минали-Белла выступает с камерным оркестром «European Camerata», с которым он в 2008 г. выпустил альбом из произведений Бриттена. География гастролей Минали-Белла включает не самые распространённые маршруты — в частности, Узбекистан и Индонезию.